# Aurèle Itoua-Atsono
Pour les articles homonymes, voir Itoua.
Aurèle-Priscille Itoua-Atsono, née le 16 mars 1982 à Brazzaville, est une handballeuse internationale congolaise, qui évolue au poste d'arrière gauche.

## Biographie
Aurèle Itoua-Atsono rejoint le Arvor 29 en 2009, en provenance d'Angoulême.
La saison suivante, elle rejoint Cergy-Pontoise, récent promu en 1re division.
À la fois marqueuse et passeuse, elle est régulièrement présente dans les tableaux d'honneur du championnat de France, que ce soit au niveau des buts marqués (4e en 2007-2008, 10e en 2009-2010, 8e en 2010-2011) ou des passes délivrées (1re en 2010-2011).
En 2012, elle signe en faveur du club d'Aulnay Handball, promu en Nationale 1.

## Palmarès

### En club
- finaliste de la coupe de France en 2006 avec Mios-Biganos

### En sélection
- Participation au championnat du monde en 1999, 2001 et 2009 avec l'équipe du Congo[3]

### Distinctions individuelles
- Meilleure passeuse du Championnat de France en 2010-2011